# Gotha T-59E
 (septembre 2022).
Si vous disposez d'ouvrages ou d'articles de référence ou si vous connaissez des sites web de qualité traitant du thème abordé ici, merci de compléter l'article en donnant les références utiles à sa vérifiabilité et en les liant à la section « Notes et références ».
Gotha T-59E, ou Gothawagen T-59E, est un type de matériel roulant ferroviaire de type tramway, construit par la société allemande Gothawagen de 1959 à 1960. 
Ces rames ont fourni les réseaux de tramways des pays de l'Est que sont l'Union soviétique et l'Allemagne de l'Est.